# Salaciopsis neocaledonica
Salaciopsis neocaledonica är en benvedsväxtart som beskrevs av E. G. Baker. Salaciopsis neocaledonica ingår i släktet Salaciopsis och familjen Celastraceae. Inga underarter finns listade.